# Patrick Puy
Pour les articles homonymes, voir Puy (nom de famille).
Patrick Puy, né le 28 novembre 1955 à Paris, est un chef d'entreprise français spécialisé dans le retournement d'entreprises en difficulté et la gestion de crise. Ancien directeur général de Legrand, il reste connu pour ses actions de redressement des entreprises Arc ou Vivarte.

## Biographie
Patrick Puy est polytechnicien puis étudie à l’École supérieure du pétrole et des moteurs,. Il travaille dans des entreprises telles Total, Schlumberger pour différents postes, Alstom ou Legrand dont il devient DG en 1994. Tournant dans sa carrière, il se fait recruter pour restructurer Moulinex qui doit fusionner avec Brandt,. Dans les années 2000, il y reste neuf mois, doit licencier environ 4 000 personnes et fermer Moulinex,. Cette première mission est un échec qui reste : il se voit refuser des postes dans de grandes entreprises et vit « une très longue et douloureuse traversée du désert » ; le retournement d’entreprise, métier ingrat, devient, « par hasard » ou « par défaut », sa spécialité,,, surtout les « cas désespérés » : « Perdu pour perdu, je me suis jeté dans le retournement d’entreprise » dit-il, « il faut gérer et trancher avec du punch ». Il intègre le cabinet Alvarez and Marsal (en) pour créer la branche française. Il fonde Alixio, une société spécialisée dans le management de transition, avec Raymond Soubie puis va enchainer les missions : parmi ces multiples missions, il passe chez Trefoan en 2005, Gate Gourmet en 2006/2007, un an chez Smoby en 2007, Vogica en 2009 un échec car l'entreprise est liquidée, l'équipementier automobile New Fabris en 2009 un échec également puisque l'entreprise disparait elle aussi, TDF en 2010 dont il est DG « affaires sociales », Spir Communication au milieu des années 2010 ou Kidiliz,.
En septembre 2013, l'industriel du verre Arc, en difficulté depuis les années 2000, fait appel à Patrick Puy. L'entreprise manque alors de cash et n'a pas les moyens de continuer son activité. Rapidement, il obtient des lignes de crédit, fait chuter les dépenses et vend deux marques du groupe,. Des licenciements sont effectués face au sureffectif,,. Finalement, après avoir restauré la trésorerie, il évite le dépôt de bilan.
Patrick Puy prend la direction de Vivarte le 31 octobre 2016 dans un contexte difficile de chute du marché du textile ; il est le sixième PDG en quelques années mais destiné à n'être, selon ses dires, qu'un « manager de transition ». Le groupe possède alors plus d'une quinzaine de marques de prêt-à-porter, mais également une dette de plus d'un milliards d'euros. La crainte du démantèlement du groupe est dans toutes les têtes, mais il se veut rassurant. Au départ, il doit gérer, avec une administratrice judiciaire, l'héritage de son prédécesseur fait d'une fusion et de la fermeture de magasins sous enseigne La Halle, la vente de quatre autres marques, ainsi que la gestion de la dette et des créances,. Par des cessions successives, il maintient le groupe durant quelque temps, mais finalement, Vivarte est totalement démantelé,,.
Hermione People & Brands reprend, en 2021, le groupe Go Sport. En janvier 2023, Go Sport France est placée en redressement judiciaire ; Patrick Puy est alors nommé à sa tête dès le début du mois,.
Il fonde fin 2021, avec Pascal Lebard (croisé chez Vivarte), le fonds de retournement Equerre destiné à investir dans les entreprises fragiles, des ETI ou PME,, expérience qu'il a déjà approché en 2010.
Il est qualifié de « nettoyeur », « secouriste », « chirurgien pour entreprises en difficulté » ou se voit attribuer le surnom de « Terminator » bien qu'il se définisse comme un « médecin urgentiste » des entreprises,,. « On est pas des mecs gentils […] on nous appelle quand il n'y a plus de solutions » explique-t-il. Du fait de ses fonctions, il reste mal accueilli, lors de son arrivée, par les syndicats qui l'appellent « presse-purée » ou « tueur d’emplois » et l'ont séquestré au moins trois fois. Ces méthodes sont toujours les mêmes, « information, réflexion et action », : il écoute, fait un diagnostic, décide d'un plan d'action, identifie les cadres disposés à le suivre afin de monter une équipe restreinte, réduit les dépenses, puis neutralise les adversaires, le tout rapidement et communicant régulièrement, mais se souciant peu des dommages collatéraux : « il faut compter ses alliés et oublier les états d’âme » dit-il, le but restant d'essayer de sauver l'entreprise,,.